# 熊出沒·奇幻空間
《熊出沒·奇幻空間》，是由丁亮執導的2017年中國兒童喜劇動畫電影，改編自電視動畫《熊出没》，為熊出没電影系列的第四部，是熊出没之熊心归来的續集。由乐视影业發行並於2017年1月28日在中國上映，於2019年9月21日在澳门的中国优秀电影展限定上映一天。

## 新情节
熊大、熊二和光頭強发现了一个拥有新生物的新世界，以及一位保护土地的神秘女孩。

## 配音演員
- 尚雯婕
- 鮑春來[1]
- 孙建弘
- 曾舜晞
- 张秉君

## 反應
2017年1月14日和15日，這部電影的預覽票房達到174萬美元。

## 相關節目
- 熊出沒之探險日記
- YouTube上的《熊出沒之奇幻空間》